# جان رابرت وودیارد
جان رابرت وودیارد (به انگلیسی: John Robert Woodyard) (زادهٔ ۱۹۰۴ – درگذشتهٔ ۱۹۸۱) فیزیکدان آمریکایی بود که کمک‌های مهمی به فناوری الکترونیک مایکروویو کرد و «دوپینگ» را برای بهبود عملکرد نیمه هادی‌ها اختراع کرد.

## زندگی شخصی
وودیارد که در ویرجینیای غربی به دنیا آمد و در واشینگتن تحصیل کرد، علاقه اولیه به تلگراف رادیویی را نشان داد و به عنوان اپراتور و تکنسین رادیویی در دریا و خشکی آموزش دید و کار کرد. در سال ۱۹۲۸ در دانشگاه واشینگتن برای تحصیل در رشته مهندسی برق ثبت نام کرد و در سال ۱۹۳۲ فارغ‌التحصیل شد. او سپس حرفه آکادمیک را دنبال کرد و در نهایت به دانشگاه استنفورد رسید تا با راسل و سیگورد اف. واریان، دبلیو. هانسن و ادوارد گینزتون کار کند.
با هانسن، او اصل هانسن-وودیارد را برای طراحی بهینه آنتن‌های جهت دار توسعه داد. او در سال ۱۹۴۰ دکترای خود را دریافت کرد و به همراه سایر اعضای تیم هنسن به شرکت ژیروسکوپ اسپری رفت تا در طول جنگ جهانی دوم روی رادار کار کند. وودیارد اختراعات زیادی را برای اسپری ثبت کرد که مهم‌ترین آنها برای فرایند «دوپینگ» برای بهبود عملکرد نیمه هادی‌ها بود. خواسته‌های کار جنگ فرصت وودیارد را برای پیگیری این خط تحقیقاتی دریغ کرد، اما، پس از جنگ، این تکنیک در صنعت نیمه‌رسانا اهمیت بسیار زیادی پیدا کرد و زمینه‌های دعاوی گسترده توسط اسپری رند را ثابت کرد.
در سال ۱۹۴۵ وودیارد برای مدت کوتاهی قبل از انتصاب در دانشگاه کالیفرنیا در برکلی به دانشگاه پردو پیوست تا با لوئیس والتر آلوارز و ولفگانگ کی اچ پانوفسکی بر روی شتاب‌دهنده پروتون برکلی کار کند.
او که معلمی مشتاق و توانا بود، پس از بازنشستگی در سال ۱۹۷۱ به سخنرانی ادامه داد.